# Chimaerotettix pakitzensis
Chimaerotettix pakitzensis är en insektsart som beskrevs av Dietrich och Rakitov 2002. Chimaerotettix pakitzensis ingår i släktet Chimaerotettix och familjen dvärgstritar. Inga underarter finns listade i Catalogue of Life.